# William Walker (scaphandrier)
Pour les articles homonymes, voir Walker et William Walker (homonymie).

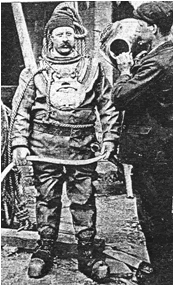
William Walker

William Walker MVO (né en 1869 à Newington dans Surrey et mort en 1918 à Londres) était un scaphandrier britannique célèbre pour avoir réalisé la consolidation des ailes sud et est de la cathédrale de Winchester.

## Biographie
William Robert Bellenie adopte vers 1900 le nom de « William Bellenie-Walker ». Il abandonne finalement le patronyme de Bellenie pour se faire appeler « Walker ».
En 1887, il commença l'entraînement de scaphandrier aux docks de Portsmouth. Il a successivement travaillé comme aide-scaphandrier et comme coordinateur, passant ses examens médicaux et test en eau profonde pour être finalement qualifié comme scaphandrier en 1892.
En son temps, William Walker était le scaphandrier le plus expérimenté de la société Siebe Gorman Ltd. En 1906–1911, travaillant dans une eau profonde de près de 6 mètres, il a consolidé la cathédrale de Winchester, utilisant plus de 25 000 sacs de ciment, 115 000 blocs de béton et 900 000 briques.
Avant son travail, la cathédrale était en danger imminent de s'effondrer car elle s'enfonçait lentement dans le sol, constitué de tourbe. Pour permettre aux maçons de construire des murs de consolidation, le niveau de la nappe aquifère devait être abaissé. Normalement, le fait d'enlever l'eau souterraine aurait causé l'effondrement du bâtiment. Donc, pour donner un support temporaire aux murs de fondation, quelque 235 fosses ont été creusées le long des ailes sud et est du bâtiment, de six mètres de profondeur environ chacune. Walter y descendit et consolida les murs en mettant du béton en dessous d'eux. Il travaillait six heures par jour - dans l'obscurité totale, parce que les sédiments suspendus dans l'eau empêchaient toute visibilité.
Après que Walker eut fini son travail, l'eau souterraine fut pompée et le béton qu'il avait placé supporta les murs de fondation. Des maçons travaillant classiquement furent alors capable de travailler et de restaurer les murs endommagés.
Pour son travail, il a été nommé membre de l'Ordre royal de Victoria.
Durant son travail à Winchester, Walker retournait à bicyclette chez lui à Croydon, 240 km aller-retour, chaque fin de semaine pour revoir sa famille. Il se maria deux fois : sa première épouse mourut avant qu'il ne commence son travail à Winchester. Il épousa alors la sœur de cette dernière en 1907, avec laquelle il eut plusieurs enfants.
Il succomba à l'épidémie de grippe espagnole en 1918. Il fut inhumé au cimetière de Beckenham.